# Benson & Hedges Classic 1974
Il Benson & Hedges Classic 1974 è stato un torneo di tennis giocato sul sintetico indoor. È stata la 2ª edizione del torneo, che fa parte del Commercial Union Assurance Grand Prix 1974. Si è giocato a Christchurch in Nuova Zelanda, dal 21 al 27 ottobre 1974.

## Campioni

### Singolare
Roscoe Tanner ha battuto in finale  Ray Ruffels con il punteggio di 6–4 6–2

### Doppio
Ismail El Shafei /  Roscoe Tanner hanno battuto in finale   Syd Ball /  Ray Ruffels per walkover